# 鬼滅之刃劇場版 無限列車篇
《鬼滅之刃劇場版 無限列車篇》（日語：劇場版「鬼滅の刃」無限列車編）是於2020年10月16日上映的日本動畫電影，由外崎春雄執導，ufotable編劇，改編自漫畫家吾峠呼世晴創作的漫畫系列《鬼滅之刃》的第七卷至第八卷（漫畫第54話至第66話），故事承接電視動畫第一季《竈門炭治郎 立志篇》，下啟第二季《遊郭篇》。
2021年5月9日，全球累計票房達5.07億美元，成為2020年全球最賣座電影。日本本土票房部分，本片观影人数累计达2917万人次，票房突破404亿日圆，为日本史上票房收入最高的电影。於2025年5月18日為播放《無限城篇》最新預告片而重新上映時，至今票房再度刷新為407億日圓。

## 劇情
竈門炭治郎帶著變成鬼的妹妹竈門禰豆子與同伴我妻善逸和嘴平伊之助一起搭上無限列車，與「炎柱」煉獄杏壽郎見面並且協助他消滅掉潛伏在列車上的惡鬼。他們在上車不久後就遭到幾隻鬼的攻擊，不過那群全都被杏壽郎給迅速秒殺，但在車長檢查完車票後，炭治郎一行人很快陷入睡中一覺不醒，此為潛伏在列車上的「下弦之壹」魘夢的能力指使四個乘客在炭治郎等人手上綁繩子藉此進入他們夢中摧毀位精神核心，做夢者一旦在精神核心被摧毀後便就此長眠。魘夢承諾那些乘客在辦事成功後就能讓他們得到他們想要得到的夢境。炭治郎在在沉睡期間與他已故家人團聚，善逸在與禰豆子約會，伊之助在夢裡與他的夥伴們進行洞窟探險，而杏壽郎則夢見他的父親及弟弟千壽郎。炭治郎發現自己在做夢後試圖喚醒自己，他發現在夢中自刎便可清醒。同時禰豆子使用血鬼術燒斷繩索喚醒魘夢的手下並且引起他們的注意，他們為達使命便開始攻擊炭治郎但皆被炭治郎擊昏。其中進入炭治郎夢中的人由於深受他溫暖的精神世界所感動，因此他並沒有攻擊炭治郎並且告誡要小心。
炭治郎要求禰豆子叫醒善逸、伊之助和杏壽郎並且在車頂上找到魘夢，魘夢不斷施術讓炭治郎陷入沉睡，炭治郎不斷在夢中自刎對魘夢給予自己夢見他已故家人責怪他的夢境相當動怒，他憤怒地將魘夢斬首卻很快發現與他對決的並非本體，而魘夢早就已經和列車融合一體企圖吃掉車上的所有乘客。在炭治郎和伊之助尋找魘夢脖子的期間，禰豆子、善逸和杏壽郎則是保護著車上乘客。炭治郎和伊之助在引擎室找到魘夢的脖子並將他給斬殺後才能使列車也停下來。魘夢被斬殺後，「上弦之參」猗窩座突然現身要襲擊負傷的炭治郎時卻被杏壽郎給出手制止，此時猗窩座欣賞杏壽郎的實力並向他提出變成鬼的提議卻被回絕。當杏壽郎與猗窩座對戰而身受致命傷，他在破曉前刻困住猗窩座打算利用陽光來消滅猗窩座。但是猗窩座卻選擇斷臂逃亡，炭治郎擲刀刺傷猗窩座欲阻止他逃跑未果。杏壽郎在臨終前將想告訴父親和千壽郎的話傳達給炭治郎，並認可禰豆子也是鬼殺隊的成員，鬼殺隊的其他成員接獲杏壽郎壯烈犧牲的消息感到悲痛，儘管善逸與伊之助對杏壽郎的犧牲感到悲痛萬分與流淚，但是他們依然要求炭治郎繼承杏壽郎的遺志並且回應他給予他們的期待和盼望。炭治郎發誓他不管怎麼樣一定要變得更強。

## 登場角色

### 劇場版
- 香港粵語配音有兩種配音版本，分別是劇場版（Viu配音）和電視版（通版配音）[註 6][註 7]。

| 角色                | 配音員                                | 配音員                      | 配音員         | 配音員         | 配音員         | 備註      |
| 角色                | 日本                                  | 臺灣                        | 香港           | 香港           | 中国大陆       | 備註      |
| 角色                | 日本                                  | 臺灣                        | 劇場版         | 電視版         | 電視版         | 備註      |
| 主要角色            | 主要角色                              | 主要角色                    | 主要角色       | 主要角色       | 主要角色       | 主要角色  |
| ------------------- | ------------------------------------- | --------------------------- | -------------- | -------------- | -------------- | --------- |
| 竈門炭治郎          | 花江夏樹                              | 錢欣郁                      | 張振熙         | 李震權         | 星潮           |           |
| 竈門禰豆子          | 鬼頭明里                              | 連婉鈞                      | 楊婉潼         | 胡葆琳         | 沈念如         |           |
| 我妻善逸            | 下野紘                                | 江志倫                      | 杜景煜         | 杜景煜         | 李蘭陵         |           |
| 嘴平伊之助          | 松岡禎丞                              | 陳彥鈞                      | 陳啟熾         | 周良鴻         | 皇貞季         |           |
| 煉獄杏壽郎 （炎柱） | 日野聰                                | 蔣鐵城                      | 梁皓翔         | 梁皓翔         | 齊斯伽         |           |
| 煉獄杏壽郎 （炎柱） | 伊瀨茉莉也                            | 馮嘉德                      | 李潤知         |                | 常蓉珊         | 童年時期  |
| 魘夢 （下弦之壹）   | 平川大輔                              | 劉傑                        | 周良鴻         | 張裕東         | 姜廣濤         |           |
| 猗窩座 （上弦之參） | 石田彰                                | 何志威                      | 陳漢祺         | 陳仕文         | 路揚           |           |
| 鬼殺隊「柱」        |                                       |                             |                |                |                |           |
| 富岡義勇 （水柱）   | 櫻井孝宏                              | 陳彥鈞                      | 郭俊廷         | 李致林         | 趙毅           |           |
| 胡蝶忍 （蟲柱）     | 早見沙織                              | 馮嘉德                      | 植婉雯         | 黃昕瑜         | 龜娘           |           |
| 宇髄天元 （音柱）   | 小西克幸                              | 于正昇                      | 麥皓豐         | 關承軒麥皓豐   | 楊天翔         | [ 註 8 ]  |
| 伊黑小芭內 （蛇柱） | 鈴村健一                              | 江志倫                      | 黃龍傑         | 黃龍傑         | 陳張太康       |           |
| 不死川實彌 （風柱） | 關智一                                | 陳彥鈞                      | 周倚天         | 李鎮然         | 郝祥海         |           |
| 悲鳴嶼行冥 （岩柱） | 杉田智和                              | 黃天佑                      | 何家裕         | 何家裕         | 圖特哈蒙       |           |
| 甘露寺蜜璃 （戀柱） | 花澤香菜                              | 錢欣郁                      | （劇中無台詞） | 陳杞潼         | 沈念如         | [ 註 9 ]  |
| 時透無一郎 （霞柱） | 河西健吾                              | 馮嘉德                      | （劇中無台詞） | 黃榮璋         | 馬正陽         | [ 註 9 ]  |
| 鬼殺隊士            |                                       |                             |                |                |                |           |
| 栗花落香奈乎        | （劇中無台詞）                        | （劇中無台詞）              | （劇中無台詞） | （劇中無台詞） | （劇中無台詞） | [ 註 10 ] |
| 不死川玄彌          | （劇中無台詞）                        | （劇中無台詞）              | （劇中無台詞） | （劇中無台詞） | （劇中無台詞） | [ 註 11 ] |
| 產屋敷家            |                                       |                             |                |                |                |           |
| 產屋敷耀哉          | 森川智之                              | 蔣鐵城                      | 何偉誠         | 何偉誠         | 姜廣濤         |           |
| 產屋敷天音          | 佐藤利奈                              | 馮嘉德                      | 李潤知         | 黃穎誼         | （劇中無台詞） | [ 註 12 ] |
| 竈門家              |                                       |                             |                |                |                |           |
| 竈門炭十郎          | 三木真一郎                            | 黃天佑                      | 楊耀泰         | 鄧肇基         | 陳思宇         |           |
| 竈門葵枝            | 桑島法子                              | 馮嘉德                      | 羅婉楓         | 許盈           | 常蓉珊         |           |
| 竈門竹雄            | 大地葉                                | 馮嘉德                      | 成樂怡         |                | 葉知秋         |           |
| 竈門花子            | 小原好美                              | 錢欣郁                      | 楊穎詩         |                | 閆夜橋         |           |
| 竈門茂              | 本渡楓                                | 連婉鈞                      | 梁珮瑤         |                | 阎么么         |           |
| 竈門六太            | 古賀葵                                | 錢欣郁                      | 李明心         |                | 姜英俊         |           |
| 煉獄家              |                                       |                             |                |                |                |           |
| 煉獄槇壽郎          | 小山力也                              | 于正昇                      | 周鑫霆         | 黎家希         | 圖特哈蒙       |           |
| 煉獄瑠火            | 豐口惠                                | 錢欣郁                      | 錢惠玲         | 姜麗儀         | 葉知秋         |           |
| 煉獄千壽郎          | 榎木淳彌                              | 連婉鈞                      | 曾展弘         | 陳浩鈿         | 馬斑馬         |           |
| 其他角色            |                                       |                             |                |                |                |           |
| 列車車掌            | 笠間淳                                | 黃天佑                      | 盧澤民         |                | 李輕揚         | [ 8 ]     |
| 肺結核少年          | 江口拓也                              | 于正昇                      | 嚴鎮華         |                | 藤新           | [ 9 ]     |
| 辮子少女            | 千本木彩花                            | 馮嘉德                      | 楊樂瑤         |                | 楊凝           | [ 10 ]    |
| 瞇瞇眼少女          | 山村響                                | 連婉鈞                      | 梁綺嬋         |                | 姜英俊         |           |
| 短髮少年            | 廣瀨裕也                              | 黃天佑                      | 李震權         |                | 柳真顏         |           |
| 列車駕駛            | 高橋伸也                              | 黃天佑                      |                |                | 林帽帽         |           |
| 其他乘客            | 秋保佐永子 仲村宗悟 中惠光城 高橋伸也 | 馮嘉德 黃天佑 連婉鈞 江志倫 |                |                |                |           |

### 電視版
- 列出電視動畫版（第一集）的登場及原創角色。

| 角色                            | 配音員     | 配音員   | 配音員   | 配音員     | 備註      |
| 角色                            | 日本       | 臺灣     | 香港     | 中国大陆 · | 備註      |
| 原作角色                        | 原作角色   | 原作角色 | 原作角色 | 原作角色   | 原作角色  |
| ------------------------------- | ---------- | -------- | -------- | ---------- | --------- |
| 天王寺松右衛門 （炭治郎的鎹鴉） | 山崎巧     | 江志倫   |          | 叮噹       | [ 註 14 ] |
| 要 （杏壽郎的鎹鴉）             | 千葉進步   | 江志倫   | 周良鴻   |            | [ 註 15 ] |
| 主要角色                        |            |          |          |            |           |
| 富美                            | 井上喜久子 | 馮嘉德   | 許盈     | 李佳怡     |           |
| 小福                            | 水瀨祈     |          |          | 劉知否     |           |
| 砍人魔之鬼                      | 伊藤健太郎 | 黃天佑   | 鄧肇基   | 涂小鴉     |           |
| 其他角色                        |            |          |          |            |           |
| 煉獄的部下                      | 山下誠一郎 | 于正昇   | 巫哲棋   | 莫然       |           |
| 女性鬼殺隊員                    | 七瀨彩夏   | 錢欣郁   |          |            |           |
| 蕎麥麵店老闆                    | 二又一成   | 陳彥鈞   | 黎家希   | 李銚       |           |
| 機修工師傅                      | 高橋伸也   | 陳彥鈞   | 何家裕   |            |           |
| 阿辰                            | 堀江瞬     | 江志倫   |          |            |           |
| 機修工弟子                      | 福原克己   | 于正昇   |          |            |           |
| 列車車掌                        | 峰晃弘     | 江志倫   | 周良鴻   |            |           |

## 製作
2019年9月28日，在播放《鬼滅之刃》動畫第一季最終話時宣佈製作劇場版動畫「無限列車篇」，動畫製作團隊以及主要配音員回歸。2020年4月10日，宣佈劇場版將於2020年10月16日在日本院線上映，並由東寶和Aniplex發行。2020年8月2日，宣佈主題曲〈炎〉由LiSA作詞及演唱，梶浦由記作詞、作曲以及編曲，並於2020年10月12日發售單曲。2020年10月17日在播放《那田蜘蛛山篇》最後片段製作無限列車特別短篇。

### 製作人員
- 原著：吾峠呼世晴《鬼滅之刃》（集英社《週刊少年Jump》連載）[15]
- 導演：外崎春雄[15]
- 分鏡：三浦貴博、外崎春雄
- 演出：白井俊行、竹内將、細川秀樹、外崎春雄
- 人物設計、總作畫監督：松島晃[15]
- 次人物設計：佐藤美幸、梶山庸子、菊池美花[15]
- 道具設計：小山將治[15]
- 作畫導演：松島晃、緒方美枝子、佐藤哲人、鹽島由佳、小笠原篤、田中敦士、永森雅人、南野純一、秋山幸兒、菊池美花、岡部茜、岡部葵、都築萌、藤原將吾、石後夏奈、内村瞳子、高橋聰、橋本淳稔、須藤友徳
- 色彩設計：大前祐子[15]
- 概念藝術、美術導演：衛藤功二、矢中勝、樺澤侑里[15]
- 攝影導演：寺尾優一[15]
- 3D導演：西脇一樹[15]
- 剪輯：神野學[15]
- 音樂：梶浦由記、椎名豪[15]
- 音樂製作：Aniplex
- 監製：三宅將典、高橋祐馬、藤尾明史
- 製片：近藤光
- 編劇、動畫製作：ufotable[15]
- 發行商：東寶、Aniplex[15]
- 製作：Aniplex、集英社、ufotable

## 主題曲
電影主題曲是由LiSA主唱的〈炎〉。這是LiSA繼2019年〈紅蓮華〉之後再為《鬼滅之刃》獻唱主題曲。〈炎〉獲起用為電影主題曲的消息於2020年8月2日公布。該歌曲由梶浦由記作曲和編曲，LiSA和梶浦一同作詞；是為梶浦繼《鬼滅之刃》片尾曲〈from the edge〉後再次參與製作該動畫的歌曲。據LiSA在電台節目接受訪問時所講，她跟梶浦和動畫製作人開會時，製作人希望電影主題曲會是「讓他們（動畫角色）的故事能夠擁有繼續下去的希望，能夠安心地用力向前進……不過也要好好地帶領這次的故事，這樣壯大而有力的謠曲」。

## 宣傳

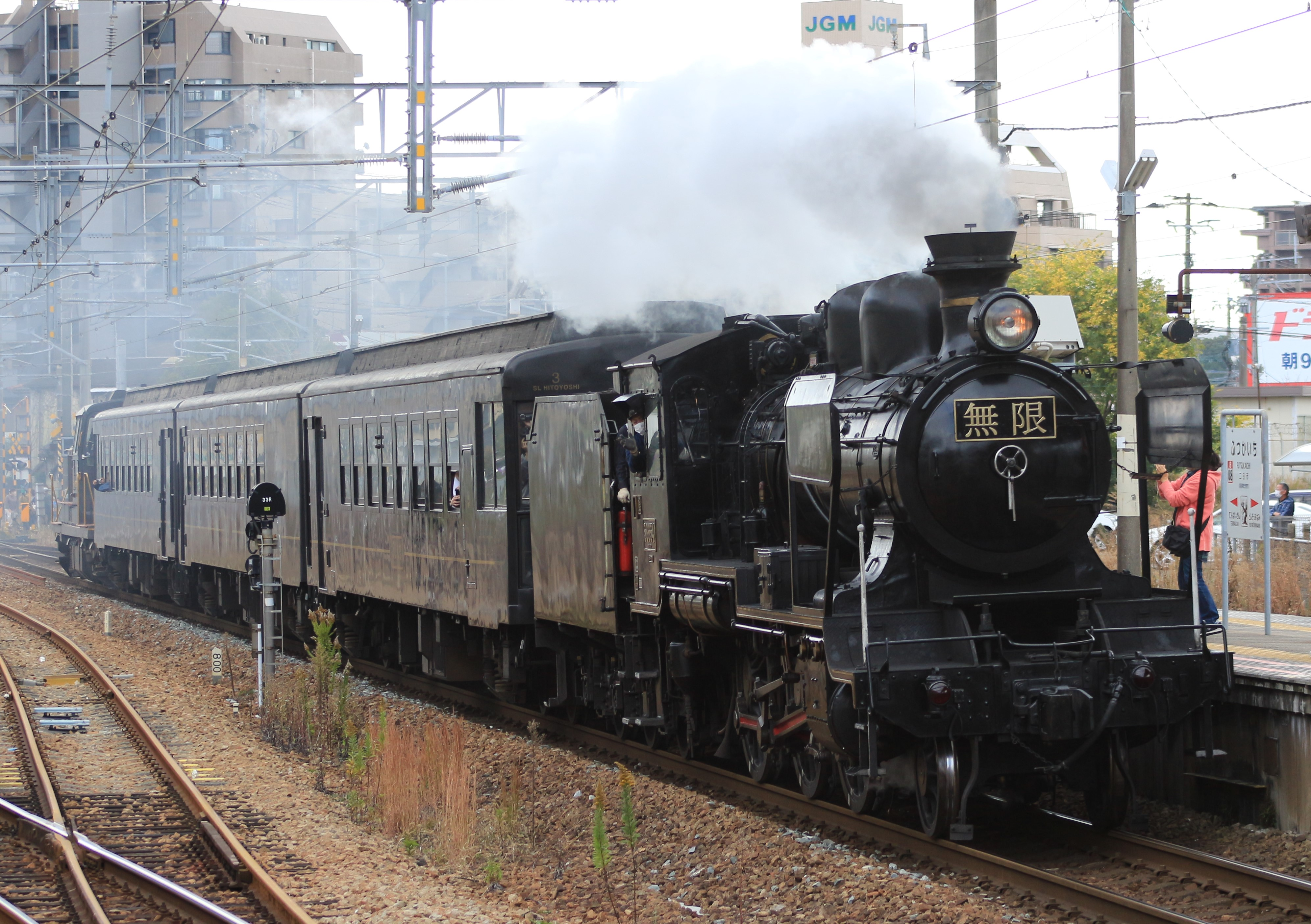

在電影上映前後的10月10日、17日，富士電視台會連續兩星期在「週六Premium」時段（即晚上9時至11時10分）播放電視動畫的總集篇，為《鬼滅之刃》首次於黃金時段在無線電視上播放。10月10日播放的《兄妹之絆篇》是第1至5集的總集篇，收視率達16.7%。將於10月17日播放的《那田蜘蛛山篇》則是第15至21集的總集篇。在兩集總集篇之外，第6至10集於10月12日至16日的深夜時段播放，第22至26集《柱合會議・蝶屋敷篇》則於10月24日下午1時半起連續播放。
東京晴空塔為配合電影上映，在10月16日至18日下午5時45分至晚上10時或12時，於塔身展示以「炎」為主題的紅色特別燈飾。
在上映當天，觀眾將獲得由原作者吾峠呼世晴作畫的特別短篇漫畫《煉獄零卷》作為入場特典。
JR為配合電影宣傳，SL人吉臨時改名為「SL鬼滅之刃」在11月1、3、15、21以及23日進行期間限定行駛，路線從熊本站到博多站，車牌替換成「無限」。

## 发行

### 日本
日本全國有38家戲院以IMAX格式上映該片。該片上映場數十分多。以新宿TOHO Cinemas為例，在10月16日和17日早上7時至凌晨2時50分之間，分別上映42場和41場。此外也有其他院線上映約20至30場次。網上預約反應熱烈，預約等待的人數以萬計甚至十萬計，並於2020年12月26日在全國82家戲院上映MX4D和4DX版本，2021年3月27日於全國上映杜比影院版本。

### 臺灣
臺灣於2020年10月28日提前舉辦特映會場，2020年10月30日正式上映，並於2020年11月6日起上映國語配音場及IMAX版本；2020年12月31日在臺灣5間影城上映4DX版本、1間影城上映MX4D版本。2021年1月8日在臺灣9間影城重新上映IMAX版本。

### 香港
香港於2020年11月12日起上映，據報導首日上映全港戲院共放映超過840場次，並於2020年11月19日起在全港四間IMAX影院上映IMAX版本。

### 美國
為確保競逐第93屆奧斯卡金像獎的資格，由2021年2月26日起短暫於美國佛羅里達州邁阿密上映，一天上映3場，為期一星期；並於2021年4月23日正式上映。该片因“暴力与血腥场面”被美国电影协会评为R级（限制级）。

### 马来西亚
受到2019冠状病毒病疫情影响，马来西亚全国电影院直到2021年3月5日才获准重开，《無限列車篇》也于2021年3月5日起上映，是电影院重开后首批打头阵上映的4部电影之一，只在全国28家电影院限量上映。

## 播放平台
日本於6月16日電影院下架後，台灣將於各大平台陸續上架，巴哈姆特動畫瘋於7月17日上架，截至2022年6月止，播放量已累計23萬次。
 日本深夜動畫：下文記載的日本国内播放時間使用日本標準時間（UTC+9）表示。因為部分時間标识會採用30小时制，因此請留意这类超过24:00的时间，其實際播放時間為翌日清晨。
| 播放地區 | 播放電視台     | 播放日期      | 播放時間（UTC+9）    | 所屬聯播網 | 備註                     |
| 日本國內 | 日本國內       | 日本國內      | 日本國內             | 日本國內   | 日本國內                 |
| -------- | -------------- | ------------- | -------------------- | ---------- | ------------------------ |
| 日本全國 | 富士電視台     | 2021年9月25日 | 星期六 21點00分 更新 | 富士電視網 |                          |
| 日本國外 |                |               |                      |            |                          |
| 播放地區 | 播放平台       | 播放日期      | 播放時間             | 所屬聯播網 | 備註                     |
| 全球     | Google電影     |               |                      |            |                          |
| 全球     | Netflix        |               |                      |            |                          |
| 臺灣     | 巴哈姆特動畫瘋 | 2021年7月17日 | 星期六 更新          | 網路播放   | 日語繁體中文字幕雙語配音 |
| 臺灣     | 愛奇藝         | 2021年6月16日 | 星期三 更新          | 網路播放   | 日語繁體中文字幕雙語配音 |
| 臺灣     | 嗶哩嗶哩       | 2021年6月16日 | 星期三 更新          | 網路播放   | 日語繁體中文字幕雙語配音 |
| 臺灣     | 中華電信MOD    | 2021年6月16日 | 星期三 更新          | 網路播放   | 日語繁體中文字幕雙語配音 |
| 臺灣     | MyVideo        | 2021年6月16日 | 星期三 更新          | 網路播放   | 日語繁體中文字幕雙語配音 |
| 臺灣     | KKTV           | 2021年6月16日 | 星期三 更新          | 網路播放   | 日語繁體中文字幕雙語配音 |
| 臺灣     | friDay影音     | 2021年6月16日 | 星期三 更新          | 網路播放   | 日語繁體中文字幕雙語配音 |
| 臺灣     | Yahoo TV       | 2021年6月16日 | 星期三 更新          | 網路播放   | 日語繁體中文字幕雙語配音 |
| 臺灣     | LiTV 線上影視  | 2021年6月16日 | 星期三 更新          | 網路播放   | 日語繁體中文字幕雙語配音 |
| 臺灣     | LINE TV        | 2021年6月16日 | 星期三 更新          | 網路播放   | 日語繁體中文字幕雙語配音 |
| 臺灣     | Netflix        |               |                      |            |                          |
| 臺灣     | 東森電影台     | 2021年10月9日 | 星期六 21時00分播出  | 有線電視   | 台灣國語配音雙語播出     |

### 影音商品
| 卷數 | 發售日期      | 規格編號         | 規格編號         |
| 卷數 | 發售日期      | BD限定版         | DVD限定版        |
| 日本 | 日本          | 日本             | 日本             |
| ---- | ------------- | ---------------- | ---------------- |
| 01   | 2021年6月16日 | ANZX-16001/16003 | ANZB-16001/16003 |

## 電視動畫版
2021年9月25日宣布全片將剪接成《鬼滅之刃 無限列車篇》電視動畫版共7集，插入了約30分鐘左右的內容，於同年10月10日在日本首播，並同樣由LiSA演唱電視版新主題曲。
2021年10月10日起於富士電視台播放全7話的電視動畫版，在劇場版內容之外增加了全新內容。同年10月31日，由於富士電視台播出特別選舉節目「直播選舉週日」，因此原第四話內容將延至11月7日播放。

### 製作內容
第一話為全新創作，描繪「炎柱」煉獄杏壽郎從鬼殺隊總部前往無限列車任務過程。第二話至第七話則是在無限列車上的故事中，新增約70個分鏡片段，還有新的背景音樂和新的預告篇。

#### 音樂
主題曲方面，片頭曲和片尾曲皆由LiSA主唱。片頭曲（第2話－第6話）由梶浦由記負責作詞。片尾曲（第2話－第6話）是梶浦由記提供的歌曲。收錄兩首歌曲的單曲將於2021年11月17日發行，在發佈前片頭曲將會提前分發於10月18日開始。第7話的片尾曲是《炎》。

### 播放與發行

#### 各集列表
| 集數     | 集數       | 日文標題 | 中文標題         | 分鏡     | 演出                            | 作畫監督                                                                                              | 美術監督 | 日本首播日期    | 改編原著 |
| 當季集數 | 全集數     | 日文標題 | 中文標題         | 分鏡     | 演出                            | 作畫監督                                                                                              | 美術監督 | 日本首播日期    | 改編原著 |
| -------- | ---------- | -------- | ---------------- | -------- | ------------------------------- | --- | -------- | --------------- | -------- |
| 第一話   | 第二十七話 |          | 炎柱・煉獄杏壽郎 | 原隆史   | 下村晉矢                        | 永森雅人、田中敦士 石後夏奈、藤原將吾 渡邊八惠子、佐藤美幸 梶山庸子、菊池美花                         | 衛藤功二 | 2021年 10月10日 | 動畫原創 |
| 第二話   | 第二十八話 |          | 沉睡             | 三浦貴博 | 白井俊行 下村晉矢               | 松島晃、田中敦士 緒方美枝子、塩島由佳 內村瞳子、永森雅人 菊池美花                                     | 矢中勝   | 10月17日        | 第7卷    |
| 第三話   | 第二十九話 |          | 如果是真的       | 三浦貴博 | 竹內將 原田征爾 原隆史 小恒松圭 | 永森雅人、田中敦士 藤原將吾、松島晃                                                                   | 衛藤功二 | 10月24日        | 第7卷    |
| 第四話   | 第三十話   |          | 侮辱             | 三浦貴博 | 竹內將 原田征爾 下村晉矢        | 南野純一、秋山幸児 都築萌                                                                             | 樺澤侑里 | 11月7日         | 第7卷    |
| 第五話   | 第三十一話 |          | 向前             | 三浦貴博 | 白井俊行 下村晉矢               | 松島晃、佐藤哲人 茂木貴之、岡部茜 岡部葵、高橋聰                                                      | 矢中勝   | 11月14日        | 第7、8卷 |
| 第六話   | 第三十二話 |          | 猗窩座           | 外崎春雄 |                                 | 田中敦士、石後夏奈 須藤友德、永森雅人 藤原將吾、秋山幸児 佐藤哲人、橋本淳稔 佐藤美幸、松島晃 外崎春雄 | 衛藤功二 | 11月21日        | 第8卷    |
| 第七話   | 第三十三話 |          | 燃燒心靈         | 外崎春雄 | 外崎春雄                        | 松島晃、塩島由佳 小笠原篤、佐藤美幸 岡部茜、岡部葵 外崎春雄                                           | 矢中勝   | 11月28日        | 第8卷    |

#### 播放平台（電視動畫版）
台灣巴哈姆特動畫瘋在播出期間，每單集的播放量均突破10萬次，其中第1集全新內容的單集播放量則突破60萬次。至2023年3月止，播放量已累計190萬次。
 日本深夜動畫：下文記載的日本国内播放時間使用日本標準時間（UTC+9）表示。因為部分時間标识會採用30小时制，因此請留意这类超过24:00的时间，其實際播放時間為翌日清晨。
| 播放地區               | 播放電視台        | 播放日期                    | 播放時間（UTC+9）                                             | 所屬聯播網  | 備註                                      |
| 日本國内               | 日本國内          | 日本國内                    | 日本國内                                                      | 日本國内    | 日本國内                                  |
| ---------------------- | ----------------- | --------------------------- | ------------------------------------------------------------- | ----------- | ----------------------------------------- |
| 日本全國               | 富士電視台        | 2021年10月10日－11月28日    | 星期日 23點15分 更新                                          | 富士電視網  | 不適用                                    |
| 北海道                 | 北海道文化放送    | 2021年10月10日－11月28日    | 星期日 23點15分 更新                                          | 日本新聞網  | 不適用                                    |
| 岩手县                 | 岩手可愛電視台    | 2021年10月10日－11月28日    | 星期日 23點15分 更新                                          | 日本新聞網  | 不適用                                    |
| 宮城縣                 | 仙台放送          | 2021年10月10日－11月28日    | 星期日 23點15分 更新                                          | 日本新聞網  | 不適用                                    |
| 秋田县                 | 秋田電視台        | 2021年10月10日－11月28日    | 星期日 23點15分 更新                                          | 日本新聞網  | 不適用                                    |
| 山形县                 | 櫻桃電視台        | 2021年10月10日－11月28日    | 星期日 23點15分 更新                                          | 日本新聞網  | 不適用                                    |
| 福岛县                 | 福島電視台        | 2021年10月10日－11月28日    | 星期日 23點15分 更新                                          | 日本新聞網  | 不適用                                    |
| 新潟县                 | NST新潟綜合電視台 | 2021年10月10日－11月28日    | 星期日 23點15分 更新                                          | TBS電視台   | 不適用                                    |
| 长野县                 | 長野放送          | 2021年10月10日－11月28日    | 星期日 23點15分 更新                                          | TBS電視台   | 不適用                                    |
| 靜岡縣                 | 靜岡電視台        | 2021年10月10日－11月28日    | 星期日 23點15分 更新                                          | TBS電視台   | 不適用                                    |
| 富山縣                 | 富山電視台        | 2021年10月10日－11月28日    | 星期日 23點15分 更新                                          | 日本新聞網  | 不適用                                    |
| 石川縣                 | 石川電視台        | 2021年10月10日－11月28日    | 星期日 23點15分 更新                                          | 日本新聞網  | 不適用                                    |
| 福井縣                 | 福井電視台        | 2021年10月10日－11月28日    | 星期日 23點15分 更新                                          | 日本新聞網  | 不適用                                    |
| 中京廣域圈             | 東海電視台        | 2021年10月10日－11月28日    | 星期日 23點15分 更新                                          | 日本新聞網  | 不適用                                    |
| 近畿廣域圈             | 關西電視台        | 2021年10月10日－11月28日    | 星期日 23點15分 更新                                          | 日本新聞網  | 不適用                                    |
| 島根縣                 | 山陰中央電視台    | 2021年10月10日－11月28日    | 星期日 23點15分 更新                                          | 日本新聞網  | 不適用                                    |
| 岡山縣、香川县         | 岡山放送          | 2021年10月10日－11月28日    | 星期日 23點15分 更新                                          | 富士電視網  | 不適用                                    |
| 廣島縣                 | 新廣島電視台      | 2021年10月10日－11月28日    | 星期日 23點15分 更新                                          | 朝日電視台  | 不適用                                    |
| 爱媛县                 | 愛媛電視台        | 2021年10月10日－11月28日    | 星期日 23點15分 更新                                          | 朝日電視台  | 不適用                                    |
| 高知县                 | 高知SunSun電視台  | 2021年10月10日－11月28日    | 星期日 23點15分 更新                                          | 富士電視網  | 不適用                                    |
| 福冈县                 | 西日本電視台      | 2021年10月10日－11月28日    | 星期日 23點15分 更新                                          | 富士電視網  | 不適用                                    |
| 佐賀縣                 | 佐賀電視台        | 2021年10月10日－11月28日    | 星期日 23點15分 更新                                          | 日本新聞網  | 不適用                                    |
| 長崎縣                 | 長崎電視台        | 2021年10月10日－11月28日    | 星期日 23點15分 更新                                          | 朝日電視台  | 不適用                                    |
| 熊本縣                 | 熊本電視台        | 2021年10月10日－11月28日    | 星期日 23點15分 更新                                          | 日本新聞網  | 不適用                                    |
| 鹿兒島縣               | 鹿兒島電視台      | 2021年10月10日－11月28日    | 星期日 23點15分 更新                                          | 日本新聞網  | 不適用                                    |
| 沖繩縣                 | 沖繩電視台        | 2021年10月10日－11月28日    | 星期日 23點15分 更新                                          | 日本新聞網  | 不適用                                    |
| 日本全國               | BS11              | 2021年10月16日 - 12月4日    | 星期六 23時30分－24時00分                                     | 衛星電視    | BS播放、ANIME+                            |
| 東京都                 | TOKYO MX          | 2021年10月16日 - 12月4日    | 星期六 23時30分－24時00分                                     | 獨立UHF局   | 不適用                                    |
| 群馬縣                 | 群馬電視台        | 2021年10月16日 - 12月4日    | 星期六 23時30分－24時00分                                     | 獨立UHF局   | 不適用                                    |
| 栃木縣                 | 栃木電視台        | 2021年10月16日 - 12月4日    | 星期六 23時30分－24時00分                                     | 獨立UHF局   | 不適用                                    |
| 日本全國               | AT-X              | 2021年10月18日 - 12月6日    | 星期一 23時30分－24時00分                                     | 衛星電視    | CS播放                                    |
| 日本全國               | Animax            | 2021年10月23日 - 12月11日   | 星期六 09時00分－09時30分                                     | 獨立UHF局   | 不適用                                    |
| 日本全國               | AbemaTV           | 2021年10月11日－11月29日    | 星期日 00點00分 更新                                          | 網路播放    | 不適用                                    |
| 日本全國               | dTV               | 2021年10月11日－11月29日    | 星期日 00點00分 更新                                          | 網路播放    | 不適用                                    |
| 日本全國               | DOCOMO動畫商城    | 2021年10月11日－11月29日    | 星期日 00點00分 更新                                          | 網路播放    | 不適用                                    |
| 日本全國               | 亞馬遜影片        | 2021年10月11日－11月29日    | 星期日 00點00分 更新                                          | 網路播放    | 不適用                                    |
| 日本全國               | FOD               | 2021年10月11日－11月29日    | 星期日 00點00分 更新                                          | 網路播放    | 不適用                                    |
| 日本全國               | 萬代頻道          | 2021年10月11日－11月29日    | 星期日 00點00分 更新                                          | 網路播放    | 不適用                                    |
| 日本全國               | GYAO!             | 2021年10月11日－11月29日    | 星期日 00點00分 更新                                          | 網路播放    | 不適用                                    |
| 日本全國               | Niconico頻道      | 2021年10月11日－11月29日    | 星期日 00點00分 更新                                          | 網路播放    | 不適用                                    |
| 日本全國               | HikariTV          | 2021年10月11日－11月29日    | 星期日 00點00分 更新                                          | 網路播放    | 不適用                                    |
| 日本全國               | Hulu              | 2021年10月11日－11月29日    | 星期日 00點00分 更新                                          | 網路播放    | 不適用                                    |
| 日本全國               | Niconico直播      | 2021年10月11日－11月29日    | 星期日 00點00分 更新                                          | 網路播放    | 不適用                                    |
| 日本全國               | J:COM TV          | 2021年10月11日－11月29日    | 星期日 00點00分 更新                                          | 網路播放    | 不適用                                    |
| 日本全國               | VideoPass         | 2021年10月11日－11月29日    | 星期日 00點00分 更新                                          | 網路播放    | 不適用                                    |
| 日本全國               | U-NEXT            | 2021年10月11日－11月29日    | 星期日 00點00分 更新                                          | 網路播放    | 不適用                                    |
| 日本全國               | AnimeHodai        | 2021年10月11日－11月29日    | 星期日 00點00分 更新                                          | 網路播放    | 不適用                                    |
| 日本全國               | Netflix           | 2021年10月11日－11月29日    | 星期日 00點00分 更新                                          | 網路播放    | 不適用                                    |
| 日本全國               | DMM.com           | 2021年10月11日－11月29日    | 星期日 00點00分 更新                                          | 網路播放    | 不適用                                    |
| 日本全國               | TSUTAYA TV        | 2021年10月11日－11月29日    | 星期日 00點00分 更新                                          | 網路播放    | 不適用                                    |
| 日本全國               | TELASA            | 2021年10月11日－11月29日    | 星期日 00點00分 更新                                          | 網路播放    | 不適用                                    |
| 日本全國               | Paravi            | 2021年10月11日－11月29日    | 星期日 00點00分 更新                                          | 網路播放    | 不適用                                    |
| 日本全國               | Apple TV          | 2021年10月11日－11月29日    | 星期日 00點00分 更新                                          | 網路播放    | 不適用                                    |
| 日本全國               | HAPPY! TV         | 2021年10月11日－11月29日    | 星期日 12點00分 更新                                          | 網路播放    | 不適用                                    |
| 日本國外               |                   |                             |                                                               |             |                                           |
| 播放地區               | 播放平台          | 播放日期                    | 播放時間（UTC+8）                                             | 所屬聯播網  | 備註                                      |
| 臺灣                   | 巴哈姆特動畫瘋    | 2021年10月10日－11月28日    | 星期日 23時45分 更新                                          | 網路播放    | 繁體中文字幕                              |
| 臺灣                   | 愛奇藝            | 2021年10月10日－11月28日    | 星期日 23時45分 更新                                          | 網路播放    | 繁體中文字幕                              |
| 臺灣                   | 嗶哩嗶哩          | 2021年10月10日－11月28日    | 星期日 23時45分 更新                                          | 網路播放    | 繁體中文字幕                              |
| 臺灣                   | 中華電信MOD       | 2021年10月10日－11月28日    | 星期日 23時45分 更新                                          | 網路播放    | 繁體中文字幕                              |
| 臺灣                   | KKTV              | 2021年10月10日－11月28日    | 星期日 23時45分 更新                                          | 網路播放    | 繁體中文字幕                              |
| 臺灣                   | friDay影音        | 2021年10月10日－11月28日    | 星期日 23時45分 更新                                          | 網路播放    | 繁體中文字幕                              |
| 臺灣                   | Yahoo TV          | 2021年10月10日－11月28日    | 星期日 23時45分 更新                                          | 網路播放    | 繁體中文字幕                              |
| 臺灣                   | LiTV 線上影視     | 2021年10月10日－11月28日    | 星期日 23時45分 更新                                          | 網路播放    | 繁體中文字幕                              |
| 臺灣                   | LINE TV           | 2021年10月10日－11月28日    | 星期日 23時45分 更新                                          | 網路播放    | 繁體中文字幕                              |
| 臺灣                   | 東森電影台        | 2022年6月4日－6月11日       | 星期六 21時00分－                                             | 有線電視    | 台灣國語配音播出 標題直接併入為《遊郭篇》 |
| 臺灣                   | Disney+           |                             | 全季一次上架                                                  | 網路播放    | 繁體中文字幕                              |
| 臺灣                   | 愛爾達綜合台      | 2024年2月22日－2月27日      | 星期一至五 21時00分－22時00分                                 | 中華電信MOD | 中日雙語播出 兩集連播                     |
| 中國大陸               | 嗶哩嗶哩          | 2021年11月17日－12月29日    | 星期日 23時45分更新                                           | 網路播放    | 簡體中文字幕                              |
| 中國大陸               | 嗶哩嗶哩          | 2022年4月10日－             | 星期日 11時00分 更新                                          | 網路播放    | 中國大陸普通话配音播出                    |
| 香港                   | Viu               | 2021年10月10日－11月28日    | 星期日 23時45分更新                                           | 網路播放    | 繁體中文字幕                              |
| 香港                   | J2                | 2021年12月7日－2022年1月6日 | Mtube時段 星期四23時30分-00時00分                             | 地面電視    | 粵日雙語，成年觀眾節目                    |
| 香港                   | myTV SUPER        | 2021年10月24日－12月12日    | 星期日 23時45分更新                                           | 網路播放    | 繁體中文字幕                              |
| 香港                   | Disney+           | 2022年11月22日              | 0時00分（全季一次上架）                                       | 網路播放    | 繁體中文字幕                              |
| 香港、澳門             | hmvod             | 2021年10月24日－12月12日    | 星期日 23時45分更新                                           | 網路播放    | 繁體中文字幕                              |
| 香港、澳門             | 嗶哩嗶哩          | 2021年10月24日－12月12日    | 星期日 23時45分更新                                           | 網路播放    | 繁體中文字幕                              |
| 亞洲（香港、澳門除外） | Netflix           | 2021年10月10日－11月28日    | 星期日 23時45分更新                                           | 網路播放    | 簡、繁體中文字幕                          |
| 亞洲（香港、澳門除外） | Viu               | 2021年10月10日－11月28日    | 星期日 23時45分更新                                           | 網路播放    | 簡、繁體中文字幕                          |
| 亞洲（香港、澳門除外） | 嗶哩嗶哩          | 2021年10月10日－11月28日    | 星期日 23時45分更新                                           | 網路播放    | 簡、繁體中文字幕                          |
| 亞洲（香港、澳門除外） | 愛奇藝            | 2021年10月10日－11月28日    | 星期日 23時45分更新                                           | 網路播放    | 簡、繁體中文字幕                          |
| 亞洲（香港、澳門除外） | 腾讯视频          | 2021年10月10日－11月28日    | 星期日 23時45分更新                                           | 網路播放    | 簡、繁體中文字幕                          |
| 亞洲（香港、澳門除外） | 威望國際          | 2021年10月10日－11月28日    | 星期日 23時45分更新                                           | 網路播放    | 簡、繁體中文字幕                          |
| 亞洲（香港、澳門除外） | MeWATCH           | 2021年10月10日－11月28日    | 星期日 23時45分更新                                           | 網路播放    | 簡、繁體中文字幕                          |
| 亞洲（香港、澳門除外） | TrueID            | 2021年10月10日－11月28日    | 星期日 23時45分更新                                           | 網路播放    | 簡、繁體中文字幕                          |
| 亞洲（香港、澳門除外） | Vidio             | 2021年10月10日－11月28日    | 星期日 23時45分更新                                           | 網路播放    | 簡、繁體中文字幕                          |
| 美國                   | Crunchyroll       | 2021年10月11日－11月29日    | 英文字幕: 星期日 08時45分 更新 英文配音: 星期六 16時00分 更新 | 網路播放    | 英文字幕、英語配音播出                    |
| 美國                   | Crunchyroll       | 2022年1月22日               | 英文字幕: 星期日 08時45分 更新 英文配音: 星期六 16時00分 更新 | 網路播放    | 英文字幕、英語配音播出                    |
| 美國                   | Funimation        | 2021年10月11日－11月29日    | 英文字幕: 星期日 08時45分 更新 英文配音: 星期六 16時00分 更新 | 網路播放    | 英文字幕、英語配音播出                    |
| 美國                   | Funimation        | 2022年1月22日               | 英文字幕: 星期日 08時45分 更新 英文配音: 星期六 16時00分 更新 | 網路播放    | 英文字幕、英語配音播出                    |
| 美國                   | Hulu              | 2021年10月11日－11月29日    | 英文字幕: 星期日 08時45分 更新 英文配音: 星期六 16時00分 更新 | 網路播放    | 英文字幕、英語配音播出                    |
| 美國                   | Hulu              | 2022年1月22日               | 英文字幕: 星期日 08時45分 更新 英文配音: 星期六 16時00分 更新 | 網路播放    | 英文字幕、英語配音播出                    |
| 欧洲                   | Wakanim           | 2021年10月11日－11月29日    | 不適用                                                        | 網路播放    | 不適用                                    |
| 獨立國家聯合體         | Wakanim           | 2021年10月11日－11月29日    | 不適用                                                        | 網路播放    | 不適用                                    |
| 世界                   | Crunchyroll       | 2021年10月11日－11月29日    | 不適用                                                        | 網路播放    | 日語原音、中文配音播出多語言字幕          |
| 世界                   | Funimation        | 2021年10月11日－11月29日    | 不適用                                                        | 網路播放    | 日語原音、中文配音播出多語言字幕          |
| 世界                   | Netflix           | 2022年                      | 不適用                                                        | 網路播放    | 日語原音、中文配音播出多語言字幕          |

#### 影音商品
| 卷數 | 發售日期      | 收錄話數     | 規格編號      | 規格編號      |
| 卷數 | 發售日期      | 收錄話數     | BD限定版      | DVD限定版     |
| 日本 | 日本          | 日本         | 日本          | 日本          |
| ---- | ------------- | ------------ | ------------- | ------------- |
| 01   | 2022年1月26日 | 第1話        | ANZX-16011/2  | ANZB-16011/2  |
| 02   | 2022年2月9日  | 第2話－第7話 | ANSX-16013/14 | ANSX-16013/14 |

## 票房
2021年5月9日，全球累計票房達4.74億美元，成為2020年全球最賣座電影（以上映日期計算），亦是史上票房最高的日本電影及全球票房第二高的非英語動畫電影（非英語動畫電影第一名則是7.29億美元的《哪吒之魔童降世》）

### 日本
2020年10月16日于日本首映後，首日票房約12億日圓，觀影人數約91萬人次；而首三天票房突破46億日圓，高於同期全球其他國家的開畫票房總和，觀影人數累計至約342萬人次，同時打破最高開畫票房、最高單日票房（平日、週末）和單日最多觀影人數（平日、週末）三項日本影史記錄。上映10日突破百億日圓，大幅更新《神隱少女》25日突破百億之紀錄。上映24日突破200億，59日突破300億日圓。上映73日觀影人數累計至2405萬人次，票房突破324.7億日圓，超越《神隱少女》成為日本影史票房榜第1名。上映220日第32週觀影人數累計至2896萬6806人次，票房總計400億1694萬2050日圓，成為首部動畫電影突破400億日圓票房紀錄，全球票房總計517億日圓。
|                                      | 觀影人數 （萬人） | 觀影人數 （萬人） | 觀影人數 （萬人） | 票房 （億日圓） | 票房 （億日圓） | 備註 |
| 週末                                 | 週末              | 累積              | 週末              | 累積            |                 | 備註 |
| ------------------------------------ | ----------------- | ----------------- | ----------------- | --------------- | --------------- | --- |
| 第1星期週末 （2020年10月17日、18日） | 第1名             | 251.0             | 342.0             | 33.5            | 46.2            | 打破最高開畫票房、最高單日票房（平日、週末）和單日最多觀影人數（平日、週末）三項日本影史紀錄。              |
| 第2星期週末 （10月24日、25日）       | 第1名             | 227.3             | 798.3             | 30.4            | 107.5           | 成為日本影史上最快累積100億日圓票房的電影。                                                                 |
| 第3星期週末 （10月31日、11月1日）    | 第1名             | 202.8             | 1,189.1           | 25.0            | 158.0           | 上映第3星期，打進日本最高電影票房排行的頭10名。                                                             |
| 第4星期週末 （11月7日、8日）         | 第1名             | 129.6             | 1,537.4           | 17.7            | 204.8           | 日本最高電影票房排行第5名，在日本電影中排行第3名。 成為日本影史上最快累積200億日圓票房的電影。              |
| 第5星期週末 （11月14日、15日）       | 第1名             | 114.7             | 1,750.5           | 15.2            | 233.5           | |
| 第6星期週末 （11月21日、22日）       | 第1名             | 74.8              | 1,939.8           | 10.3            | 259.2           | 日本最高電影票房排行第3名，在日本電影中排行第2名。 週末數據包括11月23日（日本公眾假期）。                   |
| 第7星期週末 （11月28日、29日）       | 第1名             | 71.2              | 2,053.2           | 10.0            | 275.1           | 日本最高電影票房排行第2名。                                                                                 |
| 第8星期週末 （12月5日、6日）         | 第1名             | 46.6              | 2,152.5           | 6.6             | 288.5           | |
| 第9星期週末 （12月12日、13日）       | 第1名             | 65.5              | 2,253.9           | 9.4             | 302.9           | |
| 第10星期週末 （12月19日、20日）      | 第1名             | 28.2              | 2,317.6           | 3.9             | 311.7           | |
| 第11星期週末 （12月26日、27日）      | 第1名             | 57.6              | 2,405.0           | 9.1             | 324.8           | 日本最高電影票房排行第1名。                                                                                 |
| 第12星期週末 （2021年1月2日、3日）   | 第1名             | 42.5              | 2,548.5           | 6.8             | 346.4           | 已連續12個星期位於票房排名第1名。                                                                           |
| 第13星期週末 （1月9日、10日）        | 第2名             | 18.0              | 2,621.1           | 3.0             | 357.9           | 週末觀影人數排名第2，票房排名第1。觀影人數第1名是《銀魂 THE FINAL》。 週末數據包括1月11日（日本公眾假期）。 |
| 第14星期週末 （1月16日、17日）       | 第1名             | 12.3              | 2,644.6           | 2.0             | 361.8           | 週末票房排名第1名。                                                                                         |
| 第15星期週末 （1月23日、24日）       | 第1名             | 11.2              | 2,667.4           | 1.8             | 365.5           | |
| 第16星期週末 （1月30日、31日）       | 第2名             | 10.5              | 2,688.1           | 1.7             | 368.8           | |
| 第17星期週末 （2月6日、7日）         | 第2名             | 9.2               | 2,707.1           | 1.5             | 371.8           | |
| 第18星期週末 （2月13日、14日）       | 第3名             | 7.7               | 2,727.1           | 1.2             | 374.9           | |
| 第19星期週末 （2月20日、21日）       | 第3名             | 9.5               | 2,745.3           | 1.5             | 377.8           | |
| 第20星期週末 （2月27日、28日）       | 第2名             | 10.0              | 2,768.0           | 1.6             | 381.4           | |
| 第21星期週末 （3月6日、7日）         | 第2名             | 9.7               | 2,788.0           | 1.6             | 384.5           | |
| 第22星期週末 （3月13日、14日）       | 第4名             |                   | 2,800.3           | 0.9             | 386.1           | |
| 第23星期週末 （3月20日、21日）       | 第7名             |                   | 2,812.4           | 0.8             | 387.8           | |
| 第24星期週末 （3月27日、28日）       | 第3名             | 11.2              | 2,830.0           | 1.7             | 390.0           | |
| 第25星期週末 （4月3日、4日）         | 第2名             | 15.3              | 2,857.6           | 2.4             | 394.4           | |
| 第26星期週末 （4月10日、11日）       | 第4名             |                   | 2,869.7           | 0.7             | 396.2           | 《新世紀福音戰士新劇場版：終》至這個星期已連續五星期位居票房冠軍。                                                  |
| 第27星期週末 （4月17日、18日）       | 第5名             |                   | 2,876             | 0.4             | 397.2           | |
| 第28星期週末 （4月24日、25日）       | 第6名             |                   | 2,880             | 0.3             | 397.8           | |
| 第29星期週末 （5月1日、2日）         | 第4名             |                   | 2,887             |                 | 398.8           | |
| 第30星期週末 （5月8日、9日）         | 第5名             |                   | 2,890             | 0.2             | 399.2           | 《名偵探柯南：緋色的彈丸》至這個星期已連續四星期位居票房冠軍。                                                  |
| 第31星期週末 （5月15日、16日）       | 第6名             |                   | 2,893             |                 | 399.7           | |
| 第32星期週末 （5月22日、23日）       | 第8名             | 1.3               | 2,896             | 0.2             | 400.1           | 成為日本影史首部累積突破400億日圓票房的電影記錄。 已連續32個星期位於票房排名前10名。                        |
| 第33星期週末 （5月29日、30日）       | 10名以外          |                   | 2,899             |                 | 400.5           | 週末票房排名為10名以外。                                                                                    |
| 第34星期週末 （6月5日、6日）         | 10名以外          |                   | 2,902             |                 | 400.9           | |

| 上一届： 《TENET天能》      | 2020年日本週末票房冠軍 第42-52週 | 下一届： 不適用               |
| 上一届： 不適用             | 2021年日本週末票房冠軍 第1週     | 下一届： 《銀魂 THE FINAL》   |
| 上一届： 《銀魂 THE FINAL》 | 2021年日本週末票房冠軍 第3-4週   | 下一届： 《她和他的戀愛花期》 |

### 臺灣
2020年10月30日於臺灣首映後，首日票房為新臺幣3080萬元，首三天票房為新臺幣1.17億元。上映9天票房破新臺幣2億元。上映10天票房為新臺幣2.75億元，超越《你的名字。》累計票房2.5億元，成為臺灣影史最賣座日本電影。上映13天票房破新臺幣3億元。上映17天票房達新臺幣3.85億元，超越《冰雪奇緣2》累計票房3.43億元，成為臺灣影史最賣座動畫電影，並超越《屍速列車：感染半島》位居2020年全臺票房第1名。上映20天票房破新臺幣4億元。上映31天票房破新臺幣5億元。上映38天票房達新臺幣5.37億元，成為臺灣影史非好萊塢電影票房冠軍。上映69天票房破新臺幣6億元。上映101天票房達新臺幣6.22億元，成為臺灣影史電影票房第9名。最終全臺票房為新臺幣6.34億元。
| 上一届： 《無聲》 | 2020年台北週末票房冠軍 第44-48週 | 下一届： 《魔物獵人》 |

### 香港
2020年11月12日於香港首映後，首日票房破300萬港元，首三天票房破1000萬港元，上映10天票房破2000萬港元。
| 上一届： 《女巫們》 | 2020年香港一週票房冠軍 第46-49週 | 下一届： 不適用 |

### 美國
| 上一届： 《真人快打》 | 2021年美國週末票房冠軍 第18週 | 下一届： 《玩命鈔劫》 |

### 马来西亚
电影上映3天票房突破150万令吉票房上映7天票房突破320万令吉上映9天票房突破340万令吉上映10天票房突破430万令吉，刷新马来西亚日本动画电影票房纪录成为，在马来西亚的日本动画电影最高票房记录上映13天票房突破570万令吉，上映14天票房突破740万令吉，上映17天票房突破1000万令吉。

## 相關商品

### BD/DVD
《鬼滅之刃劇場版 無限列車篇》的DVD及藍光光碟於2021年6月16日在日本發售。完全生產限定版DVD及藍光光碟於同日發售，並附上限定特典。

### 小說
劇場版的小說版於上映同日，即10月16日出版，作者是矢島綾。
| 卷數 | 集英社 | 集英社         | 集英社                 | 東立出版社                    | 東立出版社    | 東立出版社             | 天津人民美术出版社  | 天津人民美术出版社 | 天津人民美术出版社     |
| 卷數 | 副標題 | 發售日期       | ISBN                   | 副標題                        | 發售日期      | ISBN                   | 副標題              | 發售日期           | ISBN                   |
| ---- | ------ | -------------- | ---------------------- | ----------------------------- | ------------- | ---------------------- | ------------------- | ------------------ | ---------------------- |
| 全   |        | 2020年10月16日 | ISBN 978-4-08-703503-2 | 鬼滅之刃劇場版小說 無限列車篇 | 2021年1月21日 | ISBN 978-957-266-245-8 | 鬼灭之刃 无限列车篇 | 2023年1月1日       | ISBN 978-7-5729-0845-3 |

文庫版
由松田朱夏撰寫，為集英社未來文庫版。
| 卷數 | 集英社         | 集英社                 |
| 卷數 | 發售日期       | ISBN                   |
| ---- | -------------- | ---------------------- |
| 全   | 2020年10月16日 | ISBN 978-4-08-321603-9 |

## 評價
《鬼滅之刃劇場版 無限列車篇》在日本國內和海外地區收獲正面評價，爛番茄根據48條評論（47條好評，1條差評），獲得98%的「新鮮度」，平均得分7.8/10，觀眾評比98%，平均得分4.9/5，網站影評家共識評語寫道：「《鬼滅之刃劇場版 無限列車篇》視覺震撼的動畫和精湛的動作佈景提供了一個發自內心的情節，一定會讓粉絲們滿意」。Metacritic收录10条评论，平均得分72/100。
2023年3月，本片在爛蕃茄發表「根據爛番茄評論家評比，100部不限時間的最佳日本動畫電影」排行榜名列第6名，和排名第5名的《劇場版 咒術迴戰 0》、第9名的《謝謝你，在世界的角落找到我》是唯三排進前10名的漫畫改編動畫電影。

## 獎項
| 提名獎項清單 | 提名獎項清單            | 提名獎項清單               | 提名獎項清單                            | 提名獎項清單 | 提名獎項清單            |
| 年份         | 主辦單位                | 項目                       | 提名人或得獎人                          | 結果         | 參考資料                |
| ------------ | ----------------------- | -------------------------- | --------------------------------------- | ------------ | ----------------------- |
| 2020年       | 第38屆金收入獎          | 最優秀金獎                 | 《鬼滅之刃劇場版 無限列車篇》           | 獲獎         | [ 149 ]                 |
| 2020年       | 第45屆報知電影獎        | 動畫作品獎                 | 《鬼滅之刃劇場版 無限列車篇》           | 獲獎         | [ 150 ]                 |
| 2020年       | 第33屆日刊體育電影大獎  | 石原裕次郎獎               | 《鬼滅之刃劇場版 無限列車篇》           | 獲獎         | [ 151 ]                 |
| 2020年       | 第62屆日本唱片大獎      | 日本唱片大獎               | 主題曲〈炎〉                            | 獲獎         | [ 152 ]                 |
| 2020年       | 第25屆衛星獎            | 最佳動畫或混合媒體         | 《鬼滅之刃劇場版 無限列車篇》           | 提名         | [ 153 ] [ 154 ]         |
| 2021年       | 第44屆日本電影學院獎    | 最佳動畫獎、音樂獎、話題獎 | 《鬼滅之刃劇場版 無限列車篇》           | 獲獎         | [ 155 ] [ 156 ] [ 157 ] |
| 2021年       | 第45屆黃金飛翔獎        | 特別獎                     | 《鬼滅之刃劇場版 無限列車篇》製作委員會 | 獲獎         | [ 158 ]                 |
| 2021年       | 第15屆亞洲電影大獎      | 2020年最高票房亞洲電影     | 《鬼滅之刃劇場版 無限列車篇》           | 獲獎         |                         |
| 2021年       | Gold House              | Gold List最佳動畫作品      | 《鬼滅之刃劇場版 無限列車篇》           | 榮譽提名獎   | [ 註 27 ] [ 159 ]       |
| 2023年       | 第1屆新潟國際動畫電影節 | 大川＝蕗谷獎               | 《鬼滅之刃劇場版 無限列車篇》           | 獲獎         | [ 註 28 ]               |

另外，《鬼滅之刃劇場版 無限列車篇》也入圍第93屆奧斯卡金像獎最佳動畫片的初選名單，但未能進入決選名單。

## 備註
1. ↑  2021年3月27日起上映杜比影院版本。
2. ↑  2020年10月28日提前特映會場；2020年11月6日起上映國語配音場及IMAX版本[1]。
3. ↑  新加坡於11月7日粉絲首映場。
4. ↑  馬來西亞於12月5日粉絲首映場。
5. ↑  港澳：BD/DVD由新映影片發行
6. ↑  電影版配音陣容與第一季《竈門炭治郎 立志篇》的Viu版本一致；而電視版配音則為代理商宣布唯一的粵語配音版本，被視為通版。根據代理商最初公佈的配音名單，當中有9位是曾參與Viu或TVB版本的配音員，而其中7位在通版的配音角色維持不變。
7. ↑  於港澳粵語配音版本發行的三個網絡播放平台（Viu、myTV SUPER、hmvod）釋出以及地面電視（J2）首播電視版時，播映的配音內容跟發行商公告的配音陣容一致。唯獨myTV SUPER後來毫無先兆的更新了另一版本，出現了與其他平台不一的配音內容，包括但不限於在第一集片尾當中「甘露寺蜜璃」一角在配演對白語氣上的差異、以及麥皓豐頂替由發行商公佈的配音員關承軒為宇髄天元一角配音，形成myTV SUPER最新點播版本與各大平台沿用最初發行配音版本的差異。
8. ↑  在香港粵語配音中，該角色「宇髄天元」在電視版（通版配音），在最初發行的第一集中由關承軒配音，從第七集起改由麥皓豐配音，也是《竈門炭治郎 立志篇》〈Viu、TVB版本〉、《劇場版 無限列車篇》同一角色的香港配音員，後來在myTV SUPER上架的第一集中也由麥皓豐重新聲演該角。
9. ↑  電影版無台詞，僅在電視動畫版第一集片尾預告有台詞。
10. ↑  電視動畫的聲優為：上田麗奈（日本）；連婉鈞（台灣）；何凱怡（香港Viu）；閻麼麼（中國大陸）。
11. ↑  電視動畫的聲優為：岡本信彥（日本）；蔣鐵城（台灣）；陳成港（香港Viu）；劉明月（中國大陸）。
12. ↑  僅出現於電影版開頭，在電視動畫版中無戲份。
13. ↑  電視版
14. ↑  僅在電視動畫版第一集片尾預告出場。
15. ↑  僅在電視動畫版第一集出場。
16. ↑  以日語原聲版在日本首播日期為準
17. ↑  電視動畫《鬼滅之刃 無限列車篇》片长: 
  - 第1話-第6話 : 30分鐘
  - 第7話 : 35分鐘[52]
18. ↑  代理發行 : 木棉花國際[54]
19. ↑  播放地區：印度尼西亚、泰国
20. ↑  播放地區：新加坡、泰国
21. ↑  播放地區：新加坡
22. ↑  播放地區：泰国
23. ↑  播放地區：印度尼西亚
24. ↑  10月10日 08時45分 PT/UTC-7[55] → 10月11日 01時45分 JST/UTC+9 /00時45分 UTC+8
25. ↑  1月21日 16時00分 EST/UTC-5[56] → 1月22日 06時00分 JST/UTC+9 /07時00分 UTC+8
26. ↑  因2019冠狀病毒病疫情，香港全部戲院由該星期起停業至2021年2月17日，而戲院重開後票房冠軍為2021年電影《拆彈專家2》。
27. ↑  與《想哭的我戴上了貓的面具》、《搖滾吧！中二樂團（英语：On-Gaku: Our Sound）》、《飛奔去月球》並列榮譽提名獎
28. ↑  與《劇場版 咒術迴戰 0》、《THE FIRST SLAM DUNK》、《犬王》、《漁港的肉子》並列獲獎[160]

## 外部連結
- 官方网站（日語）
- 官方网站（繁體中文）
- 官方网站（英文）
- 互联网电影数据库（IMDb）上《鬼滅之刃劇場版 無限列車篇》的资料（英文）